# Paul Irving Abell
Paul Irving Abell (* 1923 in Pelham (Massachusetts); † 12. Januar 2004 in Kingston (Rhode Island)) war ein US-amerikanischer Chemiker.
Abell studierte nach Wehrdienst im Signal Corps im Zweiten Weltkrieg ab 1948 an der University of New Hampshire und wurde 1951 an der University of Wisconsin in Organischer Chemie promoviert. Danach ging er an die University of Rhode Island, wo er bis zu seiner Emeritierung 1990 Professor für Chemie war.
Als Chemiker befasste er sich unter anderem mit der Chemie freier Radikale, der Analyse von Mondgestein und Isotopenanalyse in der Paläoklimatologie.
Er lehrte als Gastprofessor (Fulbright Lecturer) in Ägypten und unternahm dabei auch Exkursionen nach Ostafrika, da er sich für Paläontologie und Paläoanthropologie interessierte. Er nahm 17 Sommer lang an den Kampagnen der Leakeys teil. Dabei entdeckte er 1978 als Mitglied der Gruppe von Mary Leakey die berühmten Fußspuren von Laetoli, die aufrechtes Gehen schon vor rund 3,6 Millionen Jahren bewiesen.